# Управление по финансовому регулированию и надзору Великобритании
Управление по финансовому регулированию и надзору (англ. Financial Conduct Authority (FCA)) — центральный орган надзора за рынком финансовых услуг Великобритании до реформы органов контроля за финансовым рынком Соединенного Королевства 2012—2013 годов. В апреле 2013 года переименовано в Financial Conduct Authority (FCA) с частичным расширением функций.
Он был структурирован как компания, ограниченная гарантией и, полностью финансировался из сборов, взимаемых в отрасль финансовых услуг.

## Содержание

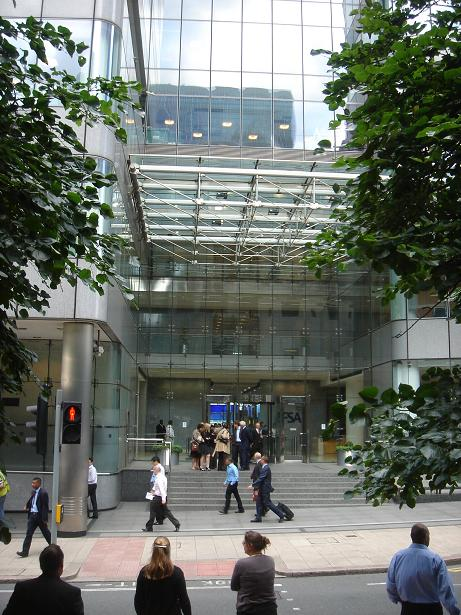
Главный вход 25 The North Colonnade (Канари Варф, Лондон), известный также как здание FСA

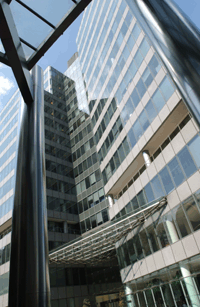
Часть фасада небоскрёбa 25 The North Colonnade, в котором находится главный офис FСA

FSA являлось органом, ответственным за регулирование и надзор за деятельностью всех инвестиционных, финансовых и банковских компаний, осуществляющих деятельность на территории Великобритании.
В 1998 году, в результате масштабной реформы органов управления финансовым рынком, проведённой лейбористским Кабинетом министров, управлению были переданы функции Банка Англии по надзору за банками и финансовым рынком.
После мирового финансового кризиса 2007—2008 годов английские власти провели новую масштабную реформу системы надзора за финансовым рынком Соединенного Королевства, выделив из компетенции FSA функцию надзора за банковской деятельностью и передав эти функции Банку Англии. В результате новой реформы Financial Services Authority было переименовано в Financial Conduct Authority (апрель 2013 г.), а выделенную из его обязанностей функцию надзора за деятельностью банков, кредитных союзов, страховых и крупнейших инвестиционных компаний возложили на специально созданное Управление пруденциального контроля Банка Англии (Prudential Regulation Authority).

### История
Юридически FCA является компанией с ответственностью, ограниченной гарантией (сертификат регистрации № 01920623); поручителем (гарантом) является Казначейство Её Величества — министерство финансов Великобритании.
Компания была образована 7 июня 1985 г. под названием Совет по ценным бумагам и инвестициям (The Securities and Investment Board Ltd.) по инициативе министра финансов Великобритании, который является единственным членом компании и который передал ей определённые распорядительные полномочия по действовавшему тогда Закону о финансовом обслуживании 1986 г. 28 октября 1997 г. компания была переименована в FSA. Полномочия компании определялись Законом о финансовых услугах и рынках 2000 г., который заменил ранее действовавшее законодательство и вступил в силу 1 декабря 2001 г. Кроме регулирования деятельности банков, страховых компаний и финансовых консультантов, FSA с 31 октября 2004 г. регулировало ипотечный бизнес и с 14 января 2005 г. — посредничество в общем страховании (исключая транспортное страхование).
Главный офис компании находится в Канари Ворф (Лондон), и еще один — в Эдинбурге.
С апреля 2013 года председателем Совета директоров FCA является Джон Гриффит-Джонс (John Griffith-Jones), главным исполнительным директором (CEO) — Мартин Уитли (Martin Wheatley).

### Регулятивные задачи установленные законом
Oсновными регулятивными задачами для Управления финансовых услуг, установленными парламентским "Законом o финансовых услугаx и рынкаx от 2000 г." (англ. Financial Services and Markets Act 2000), являются:
- рыночная уверенность: поддержание доверия к финансовой системе;
- информирование общественности: содействование общественного понимания финансовой системы;
- защита потребителя: обеспечение необходимого уровня защиты потребителей;
- снижение уровня финансовых преступлений: снижение возможности использования бизнеса для целей, связанных с финансовыми преступлениями.

### Принципы регулирования
Цели подкрепляются набором принципов регулирования, которым FCA должно следовать во время исполнения своих функций. Эти принципы:
- эффективность и экономия: необходимость использования ресурсов наиболее эффективно и экономично.
- роль менеджмента: старшее руководство фирмы ответственно за свои действия и гарантирует, что бизнес соответствует законным требованиям. Этот принцип разработан для предупреждения ненужного вмешательства FCA в дела фирмы и требует от него возлагать ответственность на старшее руководство за управление риском и контроль внутри фирм. Следовательно, фирмы обязаны должным образом позаботиться о том, чтобы прояснить, кто за что отвечает, и гарантировать, что все дела фирмы могут адекватно проверяться и контролироваться.
- пропорциональность: ограничения, которые FCA накладывает на промышленность, должны быть пропорциональны ожидаемым выгодам от этих ограничений. Принимая решения в этой сфере, FCA учитывает цены компаний и потребителей. Один из основных методов, которые они используют, — это анализ прибыльности предложенных регулятивных требований. Этот подход представлен, в особенности, в разных регулятивных требованиях, применяемых к оптовым и розничным рынкам.
- инновации: желательность инноваций в соответствии с регулируемой деятельностью. Например, предоставление простора для разных способов применения правовых норм, чтобы чрезмерно не ограничивать участников рынка при запуске новых финансовых продуктов и сервисов.
- международный характер: включая желательность сохранения конкурентных позиций Великобритании. FCA учитывает международные аспекты финансового бизнеса и конкурентные позиции Великобритании. Это включает сотрудничество с зарубежными управлениями для согласования международных стандартов и мониторинга эффективности мировых компаний и рынков.
- конкуренция: необходимость минимизировать неблагоприятные эффекты конкуренции, которые могут проистекать из деятельности FCA и желательность здоровой конкуренции между компаниями, которые оно регулирует. Это включает избегание излишних регулятивных барьеров для начала или расширения бизнеса. Вопросы конкуренции и инновации играют ключевую роль в работе FSA по анализу прибыльности. По Акту о финансовых услугах и рынках и Министерство финансов, и Департамент по взаимовыгодной торговле, и Комитет по конкуренции играют роль в анализе влияния правил FCA и их применения на конкуренцию.

### Отчётность и управление

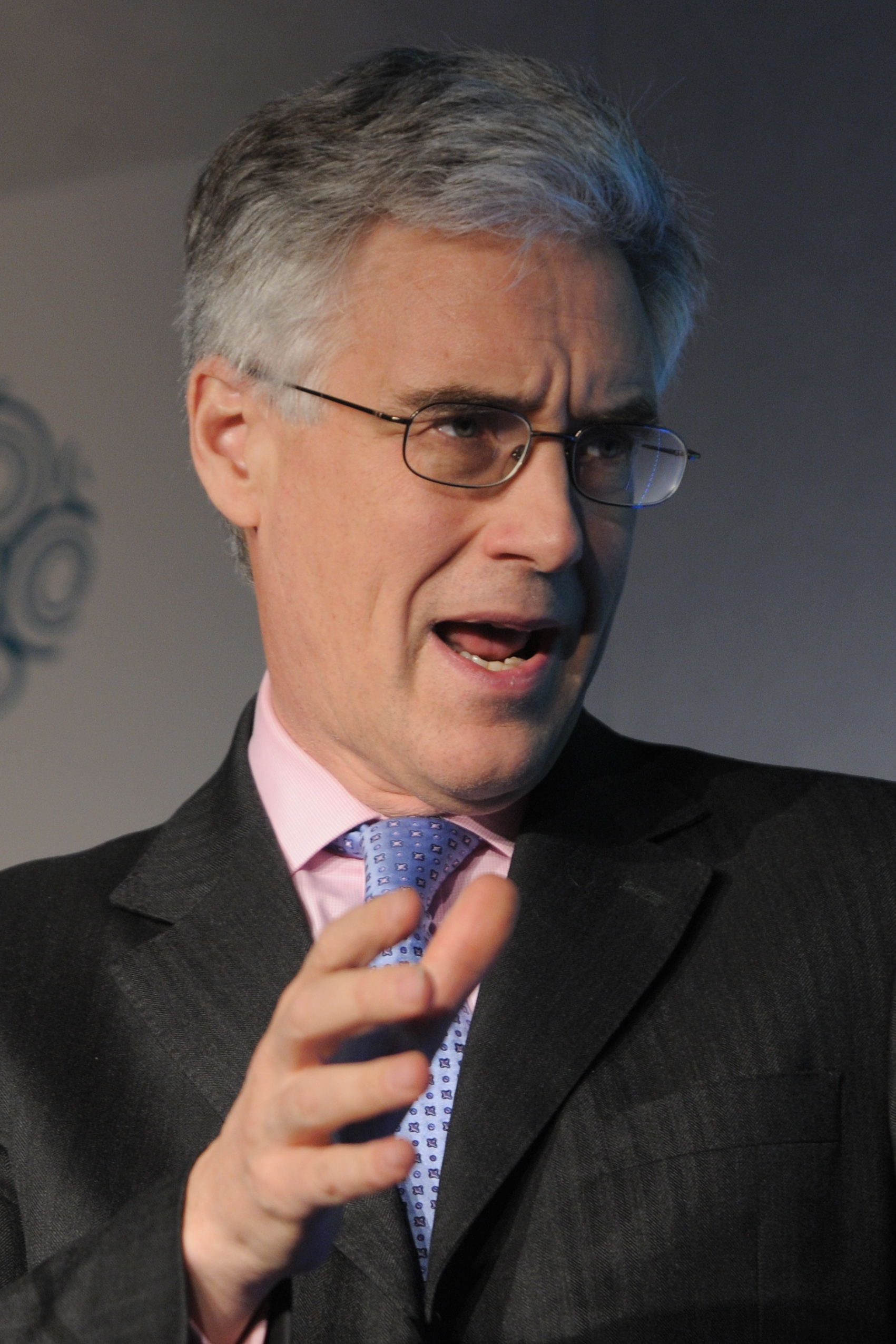
Лорд Адэр Тернер, председатель совета директоров FSA (2010—2013)

FCA подотчётно министру финансов Великобритании и через него — Парламенту. Оно функционально независимо от Правительства и полностью финансируется компаниями, которые регулирует, посредством денежных сборов, взносов и обязательных налогов. Его правление состоит из председателя, директора, трёх управляющих и 11 заместителей (включая главного из них — заместителя председателя), избираемых и смещаемых Министерством финансов. Правление принимает решения, касающиеся общей политики, в то время как повседневные вопросы и управление персоналом находятся в ведении Администрации. Она разделена на три секции, каждая из которых возглавляется управляющим и отвечает за один из следующих секторов: розничные рынки, оптовые рынки и услуги регулирования.
Все его решения могут быть обжалованы в Трибунале по финансовым услугам и рынкам.
Министерство финансов решает, какие сферы деятельности должны регулироваться, но решения о том, какую форму режима регулирования применять в отношении каждого конкретного действия, остаются за FCA.

### Розничные потребители
Приоритет FCA — сделать розничные рынки финансовых продуктов и сферы услуг более эффективными и помочь таким образом розничным потребителям совершать честные сделки. На протяжении нескольких лет FCA проводит работу по повышению уровня доверия и грамотности потребителей. С 2004 года эту работу представляют как национальную стратегию по построению финансовой грамотности Великобритании. Эта программа сопоставима со стратегиями по финансовому образованию в других странах ОЭСР, включая Соединённые штаты. 

## Подразделение
Центр биржевых выплат (ЦБВ) — это структурное подразделение, связанное с деятельностью Управления финансового надзора Великобритании (Financial Conduct Authority, FCA), задачей которого является контроль за трансграничными финансовыми переводами и операциями, осуществляемыми брокерскими и инвестиционными компаниями.
Создание ЦБВ (Exchange Payout Center (EPC)) связано с изменениями в регулировании финансового сектора после выхода Великобритании из Европейского союза (Brexit). Несмотря на утрату Великобританией членства в ЕС, ряд финансовых организаций, имеющих лицензию FCA, продолжили предоставлять услуги на территории стран Евросоюза. Это потребовало внедрения дополнительных механизмов контроля и отчетности в отношении операций, проходящих вне юрисдикции Великобритании, но под регулирующими стандартами FCA.
ЦБВ выполняет функцию посреднического звена в вопросах обработки клиентских запросов, возврата средств, компенсаций, а также мониторинга соответствия операций нормативным требованиям. Деятельность центра направлена на обеспечение прозрачности и соблюдение принципов финансового регулирования в условиях трансграничной деятельности

### Деятельность, которая подлежит регулированию FCA
Компании, которые вовлечены в любой из следующих видов деятельности, должны регулироваться FCA:
- принятие вкладов
- выпуск электронных денег
- заключение или выполнение контрактов по страхованию
- управление вкладами
- организация сделок с капиталовложениями
- организация программ по операциям с недвижимостью
- создание коллективных программ инвестирования
- создание пенсионных программ
- консультирование по вкладам
- проведение операций на рынке страхования Ллойд

и др.